# Gervais Sanou
Pour les articles homonymes, voir Sanou.
Gervais Sanou, né en 1985, est un joueur de football international burkinabé.

## Biographie
Gervais Sanou reçoit une sélection en équipe du Burkina Faso lors de l'année 2007. Il s'agit d'un match contre le Mozambique rentrant dans le cadre des éliminatoires de la Coupe d'Afrique des nations 2008 (match nul 1-1).

## Carrière
| Années    | Club                          | Pays          |
| 2002-2004 | ASFA Yennenga                 | Burkina Faso  |
| 2004-2007 | Rail Club du Kadiogo          | Burkina Faso  |
| 2007-2008 | Étoile Filante de Ouagadougou | Burkina Faso  |
| 2008-2009 | Rail Club du Kadiogo          | Burkina Faso  |
| 2009-2010 | Al-Arabi Sports Club          | Dubaï (ville) |
| 2010-2011 | Rail Club du Kadiogo          | Burkina Faso  |
| 2011-2013 | Pepsi Club                    | Égypte        |
| 2013-2015 | Damietta Football Club        | Égypte        |

## Palmarès
- Champion du Burkina Faso en 2005 avec le Rail Club du Kadiogo
- Champion du Burkina Faso en 2008 avec l'Étoile Filante de Ouagadougou